# یوری فرلیندن
یوری فرلیندن (به انگلیسی: Joeri Verlinden) (زادهٔ ۲۲ ژانویهٔ ۱۹۸۸) شناگر اهل هلند است.